# Verzorgingsplaats Oudenhorst
Verzorgingsplaats Oudenhorst is een Nederlandse verzorgingsplaats, gelegen aan de A12 Beek-Den Haag tussen afritten 23 en 22 nabij Woudenberg, op de grens van de gemeenten Woudenberg en Utrechtse Heuvelrug.
Er is hier een tankstation van TotalEnergies. Via een loopbrug is de tegenovergelegen verzorgingsplaats Bloemheuvel bereikbaar; deze beschikte tot en met 2020 over een wegrestaurant en een conferentieplaats.
De naam Oudenhorst komt van een voormalig landgoed in Woudenberg en was een van de oudste boerenerven in de Gelderse Vallei. Al in de veertiende eeuw stond hier een versterkte hofstede met een gracht, een buitenplaats van mensen die in Utrecht woonden en werkten. In de zomer kwam de familie hier van het landelijk leven genieten. Ergens in de periode 1730-1740 is het versterkte huis afgebroken, waarvan delen zijn gebruikt voor de hoeve die hier tot 2001 heeft gestaan. De huidige boerderij, Hoeve Groot Oudenhorst aan de Oudenhorsterlaan, is enigszins in de stijl van de oude gebouwd. In 2002 is een deel van het erf in oorspronkelijke staat teruggebracht. De gracht die ooit het kasteelachtige Oudenhorst omringde is deels weer opgegraven en hersteld.